# Seznam ruských kosmických startů 2022

Toto je seznam provedených a plánovaných ruských kosmických startů roku 2022.
V seznamu jsou uvedeny starty všech ruských nosných raket, startujících z kosmodromu Bajkonur, Pleseck, Vostočnyj a také z Kosmického centra ve Francouzské Guyaně.

## Starty raket
| 2021 ← 2022 → 2023       | 2021 ← 2022 → 2023    | 2021 ← 2022 → 2023 | 2021 ← 2022 → 2023 | 2021 ← 2022 → 2023     | 2021 ← 2022 → 2023             | 2021 ← 2022 → 2023 |
| Datum a čas startu (UTC) | Nosič / horní stupeň  | Startovací komplex | Poskytovatel       | Zákazník               | Náklad                         | Výsledek           |
| ------------------------ | --------------------- | ------------------ | ------------------ | ---------------------- | ------------------------------ | ------------------ |
| 5. února, 07:00          | Sojuz 2.1a / Fregat M | Pleseck 43/4       | VKS                | Ministerstvo obrany RF | Kosmos 2553                    | Úspěch             |
| 10. února, 18:09         | Sojuz ST-B / Fregat   | Kourou ELS         | Arianespace        | OneWeb                 | OneWeb #14 ×34                 | Úspěch             |
| 15. února, 04:25         | Sojuz 2.1a            | Bajkonur 31/6      | Roskosmos          | Roskosmos              | Progress MS-19                 | Úspěch             |
| 18. března, 15:55        | Sojuz 2.1a            | Bajkonur 31/6      | Roskosmos          | Roskosmos              | Sojuz MS-21 Ω                  | Úspěch             |
| 22. března, 12:48        | Sojuz 2.1a / Fregat M | Pleseck 43/4       | VKS                | Ministerstvo obrany RF | Meridian-M 20L                 | Úspěch             |
| 7. dubna, 11:20          | Sojuz 2.1b / Fregat   | Pleseck 43/3       | VKS                | Ministerstvo obrany RF | Kosmos 2554                    | Úspěch             |
| 29. dubna, 19:56         | Angara 1.2            | Pleseck 43/4       | VKS                | Ministerstvo obrany RF | Kosmos 2555                    | Úspěch             |
| 19. května, 08:03        | Sojuz 2.1a            | Pleseck 35/1       | VKS                | Ministerstvo obrany RF | Kosmos 2556                    | Úspěch             |
| 3. června, 09:33         | Sojuz 2.1a            | Bajkonur 31/6      | Roskosmos          | Roskosmos              | Progress MS-20                 | Úspěch             |
| 7. července, 09:18       | Sojuz 2.1b / Fregat M | Pleseck 43/4       | VKS                | VKS                    | GLONASS K 16L                  | Úspěch             |
| 1. srpna, 20:25          | Sojuz 2.1v / Volga    | Pleseck 43/4       | VKS                | Ministerstvo obrany RF | Kosmos 2558                    | Úspěch             |
| 9. srpna, 05:52          | Sojuz 2.1b / Fregat   | Bajkonur 31/6      | Roskosmos          | Roskosmos              | Chajam + 16 ruských cubesatů   | Úspěch             |
| 21. září, 13:54          | Sojuz 2.1a            | Bajkonur 31/6      | Roskosmos          | Roskosmos              | Sojuz MS-22 Ω                  | Úspěch             |
| 10. října, 2:52          | Sojuz 2.1a / Fregat   | Pleseck 43/3       | VKS                | VKS                    | GLONASS K 17L                  | Úspěch             |
| 12. října, 15:00         | Proton M / DM 03      | Bajkonur 81/24     | AngoSat            | AngoSat                | AngoSat-2                      | Úspěch             |
| 15. října, 19:55         | Angara 1.2 / AM       | Pleseck 35/1       | VKS                | Ministerstvo obrany RF | EMKA-3 (Kosmos 2560)           | Úspěch             |
| 21. října, 19:20         | Sojuz 2.1v / Volga    | Pleseck 43/4       | VKS                | Ministerstvo obrany RF | Kosmos 2561 a Kosmos 2562      | Úspěch             |
| 22. října, 19:57         | Sojuz 2.1b / Fregat   | Vostočnyj 1S       | Roskosmos          | Roskosmos              | Goněc-M #33,34,35, Skif-D #11L | Úspěch             |
| 26. října, 00:20         | Sojuz 2.1a            | Bajkonur 31/6      | Roskosmos          | Roskosmos              | Progress MS-21                 | Úspěch             |
| 2. listopadu, 06:48      | Sojuz 2.1b / Fregat   | Pleseck 43/4       | VKS                | Ministerstvo obrany RF | Kosmos 2563                    | Úspěch             |
| 28. listopadu, 15:17     | Sojuz 2.1b / Fregat   | Pleseck 43/3       | VKS                | Ministerstvo obrany RF | Kosmos 2564 (Glonass M #761)   | Úspěch             |
| 30. listopadu, 21:11     | Sojuz 2.1b            | Pleseck 43/4       | VKS                | Ministerstvo obrany RF | Kosmos 2565 a Kosmos 2566      | Úspěch             |

1. ↑  Pokud je u nákladu symbol Ω, znamená to, že se jedná o let s lidskou posádkou.